# Bramhatola
Bramhatola (nep. ब्रह्मटोल) – gaun wikas samiti w zachodniej części Nepalu w strefie Seti w dystrykcie Bajura. Według nepalskiego spisu powszechnego z 2011 roku liczył on 1322 gospodarstwa domowe i 6431 mieszkańców (3541 kobiet i 2890 mężczyzn).